# Alpagrostis setacea
El pelo de lobo (Alpagrostis setacea) es una especie de planta herbácea de la familia de las poáceas. 

## Descripción
Son plantas perennes, densamente cespitosas. Tiene tallos de 20-50 cm de altura, erectos, glabros, antrorso-escábridos por debajo de la panícula. Hojas escábridas; lígula de 2-5 mm, lanceolada, aguda; limbo de 3-12 cm de longitud y 0,2-0,3 mm de diámetro, estrechamente plegado y filiforme. Panícula de 3-8 (-10) cm, más o menos densa y lobada, con ramas erectas y escábridas. Pedúnculos tan largos o más cortos que las espiguillas, gradualmente ensanchados en el ápice, escábridos. Espiguillas de 3,4-3,8 mm. Glumas desiguales, lanceoladas, agudas, con margen escarioso y quilla escábrida; la inferior de 3,4-3,8 mm; la superior de 2,9-3,6 mm. Lema de 2,5-3 mm, con 5 nervios, los laterales prolongados en setas apicales cortas, truncado-dentada; arista dorsal de 3-4,5 mm, geniculada y con columna retorcida, inserta cerca de la base de la lema. Callo con algunos pelos cortos. Pálea de 0,5 mm. Anteras de 1,5-1,8 mm. Cariopsis de 2 x 0,5 mm. Florece de mayo a junio.

## Distribución y hábitat
Se encuentra en brezales y claros de bosque. Se distribuye en Europa occidental y mediterránea y el Norte de África.

## Taxonomía
La especie fue descrita inicialmente como Agrostis curtisii por Michel Kerguélen y publicado en Bulletin de la Société Botanique de France 123(5–6): 318, en 1976, actualmente es un sinónimo de esta. Finalmente, sería descrita como Alpagrostis setacea por Paul M. Peterson, Konstantín Romaschenko, Robert John Soreng y Steven Paul Sylvester en PhytoKeys 167: 74, en 2020, siendo esta última, descrita inicialmente como Agrostis rupestris var. setacea por Jean Louis Marie Poiret en Encyclopédie Méthodique. Botanique ... Supplément 1: 247, en 1810, considerado tanto como un sinónimo como el basónimo de esta.

#### Citología
Número de cromosomas de Alpagrostis setacea y taxones infraespecíficos: 2n=14+4B

#### Etimología
Ver: Alpagrostis
setacea: epíteto latino que significa "con cerdas".

#### Subespecies
Comprende 2 subespecies diferentes:
- Alpagrostis setacea var. flava (Des Moul. y Durieu) P.M.Peterson, Romasch., Soreng y Sylvester, 2020
- Alpagrostis setacea var. setacea